# Liste der Monuments historiques in Véronnes
Die Liste der Monuments historiques in Véronnes führt die Monuments historiques in der französischen Gemeinde Véronnes auf.

## Liste der Objekte
| Bezeichnung                   | Beschreibung                                  | Standort                                              | Kennzeichnung | Schutzstatus | Datum | Bild |
| ----------------------------- | --------------------------------------------- | ----------------------------------------------------- | ------------- | ------------ | ----- | ---- |
| Skulptur Heilige Barbara      | Kalkstein, zweite Hälfte des 15. Jahrhunderts | Véronnes-les-Grandes, in der Kirche St-Hilaire (Lage) | PM21002448    | Classé       | 1965  |      |
| Skulptur Unterweisung Mariens | Kalkstein, farbig gefasst, 16. Jahrhundert    | Véronnes-les-Petites, in der Kirche St-Maurice (Lage) | PM21002449    | Classé       | 1988  |      |
| Skulptur Madonna mit Kind     | Kalkstein, farbig gefasst, 16. Jahrhundert    | Véronnes-les-Petites, in der Kirche St-Maurice (Lage) | PM21002450    | Classé       | 1988  |      |